# Paul Florea
Paul Florea (n. 1934 – d. 26 august 2019) a fost un judecător român, fost președinte al Înaltei Curți de Casație și Justiție (ICCJ) în perioada 2000-2004.
Paul Florea a funcționat ca judecător la instanța supremă din anul 1975, fiind reinvestit începând cu data de 20 iunie 1998 și a fost desemnat ca Președinte al acestei instanțe în 27 aprilie 2000, ca urmare a decesul lui Sorin Moisescu, fost președinte al ICCJ